# Dinamo Balachikha
Le Dinamo était un club de hockey sur glace de Balachikha en Russie. Il évoluait en VHL, le deuxième échelon russe. Il était affilié au Dinamo Moscou de la KHL.

## Historique
Le club est créé en 2010 à Tver. Il joue dans le Complexe sportif Ioubilieïny. En 2011, il est déplacé à Balachikha et évolue dans la Balachikha Arena.

## Palmarès
- Vainqueur de la Coupe Bratine : 2017.